# Arginae
Arginae es una subfamilia de Symphyta (avispas sierra) en la familia Argidae. Existen unas 12 géneros y más de 400 especies descriptas en Arginae.

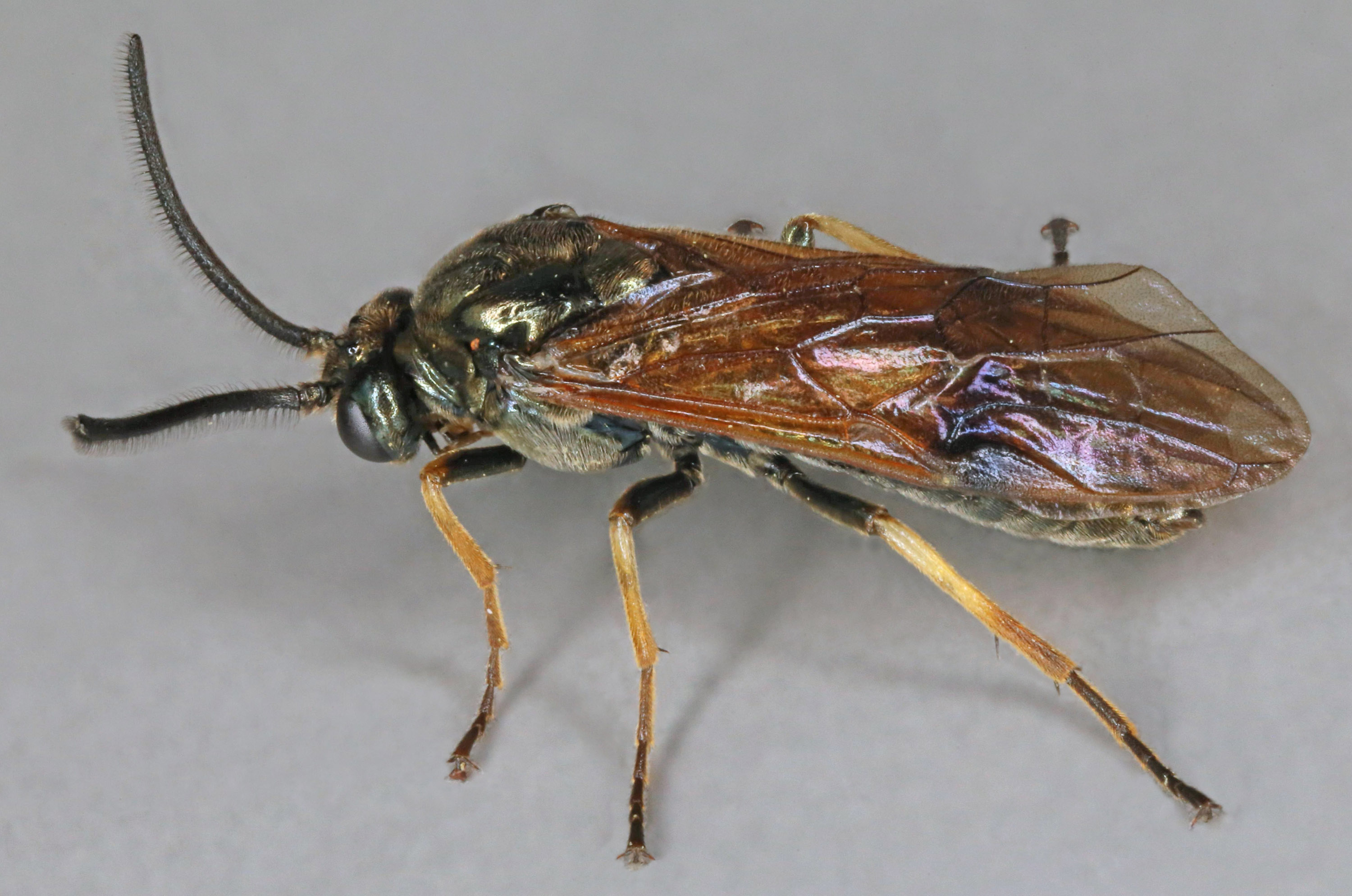
Arge ustulata

## Géneros
Estos 12 géneros pertenecen a la subfamilia Arginae:
- Antargidium Morice, 1919
- Arge Schrank, 1802
- Asiarge Gussakovskii, 1935
- Brevisceniana Wei, 2005
- Kokujewia Konow, 1902
- Pseudarge
- Scobina Lepeletier & Serville, 1828
- Sjoestedtia Konow, 1907
- Spinarge Wei, 1998
- Triarge
- Zhuhongfuna
- † Mioarge Nel, 2004